# Critique de la raison dialectique
La Critique de la raison dialectique va ser la segona de les obres filosòfiques principals del filòsof francès Jean-Paul Sartre, la qual va ser publicada en francès el 1960. Aquest llibre voluminós, escrit en un estil poc literari (contràriament a L'ésser i el no-res), és llegit en particular a causa de la seva problemàtica delicada (la possibilitat d'una raó dialèctica al món) i també per la consideració global de la filosofia sartriana reduïda a l'existencialisme. Aquesta obra es presenta com una resposta de poc menys de 800 pàgines a la problemàtica de la conciliació del marxisme (al qual Sartre es va acostar a inicis dels anys 1950) i de l'existencialisme.
Un segon i incomplet volum amb èmfasi en l'estalinització de la Revolució Bolxevic va ser publicada en francès el 1985 i en anglès el 1992.

## Contingut
En aquest llibre, Sartre es pregunta sobre com conformar una antropologia estructural i històrica que no deixi de banda la concreció de l'objecte estudiat en un sistema fix de conceptes. Per això, proposa que l'antropologia marxista és l'única que pot servir per a aquest objectiu, sempre que aquesta comenci per comprendre com n'és d'humà l'existencialisme. D'aquesta manera, Sartre va intentar reconciliar el marxisme amb l'existencialisme. En utilitzar esdeveniments de la Revolució Francesa i altres esdeveniments històrics (incloent-hi la noció que l'atribució d'un valor «preciós» a certs metalls per part dels europeus va portar inexorablement a l'esclavitud), Sartre va intentar mostrar com la classe social és una instància especial d'una agrupació humana o més aviat diversos nivells d'agrupaments humans. Aquesta afirmació és precedida per explicacions complexes d'agrupaments de sofisticació creixent que van des d'una cua en una parada d'autobús fins a les institucions.